# (269550) Chur
Chur ist ein Asteroid mit der Nummer 269550. Entdeckt wurde er am 16. November 2009 von José De Queiroz, dem Leiter der Sternwarte Mirasteilas in Falera, das gut 20 Kilometer von der Schweizer Stadt Chur entfernt liegt. Die Entdeckung wurde im Juli 2011 vom Minor Planet Center bestätigt.
Seitdem trägt der Asteroid offiziell den Namen Chur.

## Daten
Der Kleinplanet hat einen Durchmesser von etwa 2,5 Kilometern und zieht seine Bahn um die Sonne in einer mittleren Entfernung von 345 Millionen Kilometern. Er braucht für eine Umkreisung knapp viereinhalb Jahre.

## Name
Der Name Chur bezieht sich auf den Hauptort des Kantons Graubünden, in dem das Observatorium der Entdeckung steht. Die Stadt Chur gilt mit 5000 Jahren ständiger Besiedlung als älteste Stadt der Schweiz.